# Lijst van voetbalinterlands Burkina Faso - Swaziland (vrouwen)
Deze lijst van voetbalinterlands is een overzicht van alle officiële voetbalinterlands tussen de nationale vrouwenteams van Burkina Faso en Swaziland. De landen hebben tot nu toe twee keer tegen elkaar gespeeld.

## Wedstrijden
| № | Plaats  | Datum             | Competitie                                | Wedstrijd                | Uitslag |
| - | ------- | ----------------- | ----------------------------------------- | ------------------------ | ------- |
| 1 | Lobamba | 20 september 2023 | Afrikaans kampioenschap 2025 kwalificatie | Swaziland − Burkina Faso | 2 − 3   |
| 2 | Bouaké  | 26 september 2023 | Afrikaans kampioenschap 2025 kwalificatie | Burkina Faso − Swaziland | 3 − 0   |

## Samenvatting
| Competitie                           | Totaal gespeeld | Winst Burkina Faso | Gelijk | Winst Swaziland | Doelsaldo Burkina Faso – Swaziland |
| ------------------------------------ | --------------- | ------------------ | ------ | --------------- | ---------------------------------- |
| Afrikaans kampioenschap kwalificatie | 2               | 2                  | 0      | 0               | 6 − 2                              |
| Totaal                               | 2               | 2                  | 0      | 0               | 6 − 2                              |